# Bill Farmer

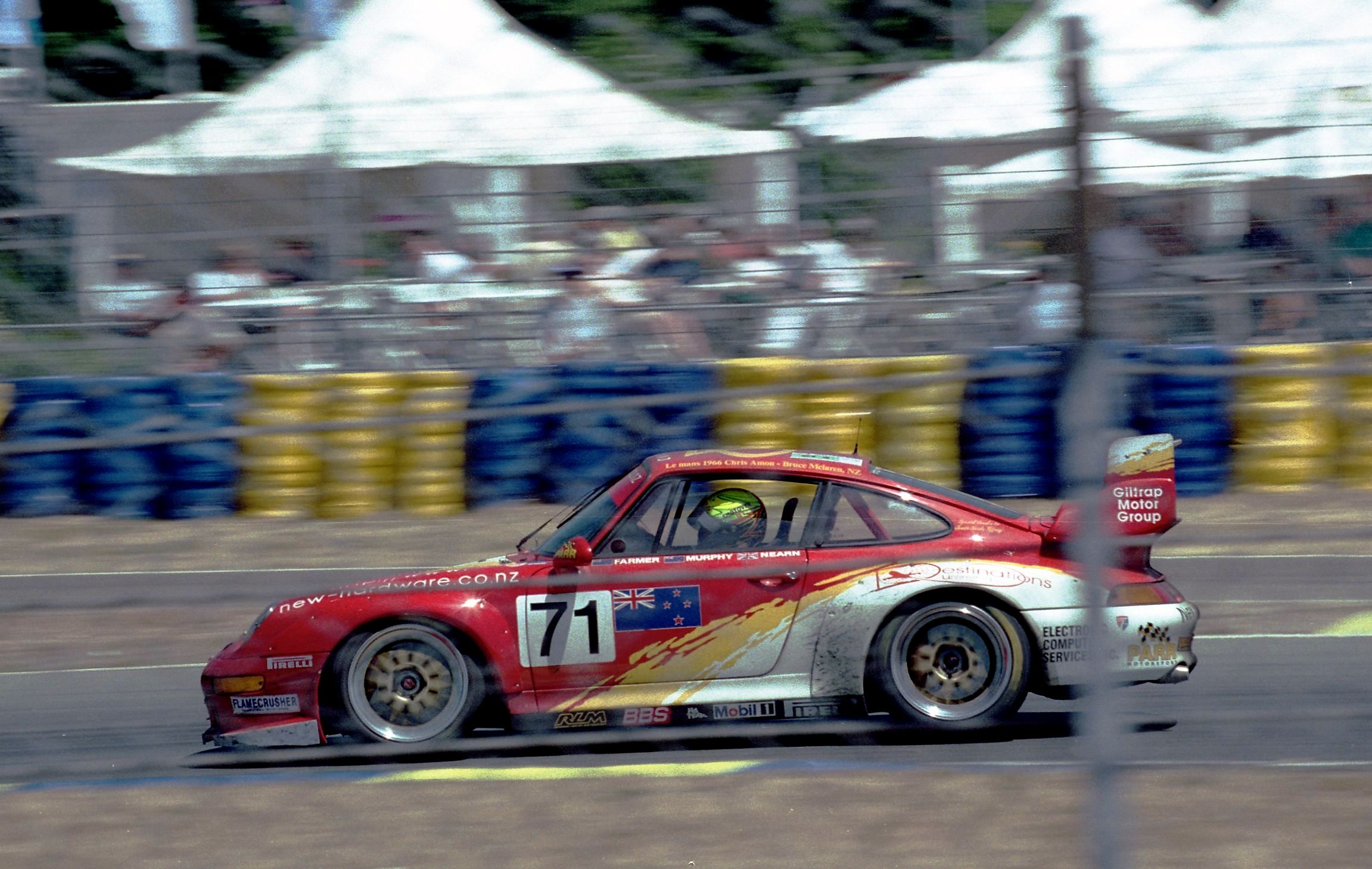
Porsche 911 GT2, gefahren von Bill Farmer beim 24-Stunden-Rennen von Le Mans 1996

William Robert „Bill“ Farmer (* 8. Juli 1959 in Auckland) ist ein ehemaliger neuseeländischer Autorennfahrer.

## Karriere
Bill Farmer war viele Jahre im australischen und neuseeländischen Tourenwagensport aktiv und startete in den 1990er-Jahren auch bei internationalen Langstreckenrennen. 1996 bestritt er sowohl das 24-Stunden-Rennen von Daytona als auch das 24-Stunden-Rennen von Le Mans. In Daytona versagte nach 437 gefahrenen Runden der Motor am Porsche 911 GT2. In Le Mans ging er gemeinsam mit seinem Landsmann Greg Murphy und Robert Nearn erneut auf einem Porsche 911 GT2 ins Rennen und erreichte den 14. Platz im Gesamtklassement.
Robert Nearn war auch bei seiner besten Platzierung im Sportwagensport sein Teampartner. Dritter Fahrer beim 1000-km-Rennen von Paris 1995 war Paul Edwards. Mit einem Rückstand von zwei Runden auf Stefan Oberndorfer und Detlef Hübner wurde das Trio Gesamtzweiter.

## Statistik

### Le-Mans-Ergebnisse
| Jahr | Team                | Fahrzeug        | Teamkollege  | Teamkollege | Platzierung | Ausfallgrund |
| ---- | ------------------- | --------------- | ------------ | ----------- | ----------- | ------------ |
| 1996 | New Hardware Racing | Porsche 911 GT2 | Robert Nearn | Greg Murphy | Rang 14     |              |